# Віллі Айгорн
Віллі Айгорн (нім. Willi Eichhorn, 23 серпня 1908 — 25 травня 1994) — німецький академічний веслувальник.
Олімпійський чемпіон 1936 року в складі розпашної двійки без стернового.